# Сагатор
Сагатор — імовірний давньоєгипетський фараон з XIII династії.

## Життєпис
Немає жодних даних про його самостійне правління, можливо, він правив упродовж кількох місяців як співправитель свого брата, Неферхотепа I.